# Бучанська дитяча школа мистецтв імені Левка Ревуцького
Бучанська дитяча школа мистецтв імені Левка Ревуцького — позашкільний навчальний заклад у місті Буча, створений у 1999 році.
За час існування закладу з його стін вийшли сотні випускників. Багато хто з них продовжив професійне навчання у вищих спеціалізованих закладах, деякі стали відомими й за межами Бучі. Завдяки спільним зусиллям є золоті перемоги і гран-прі на відомих всеукраїнських та міжнародних конкурсах.
Директор - Пінчук Анатолій Петрович, Почесний громадянин міста.

## Структура
Бучанська школа мистецтв ім. Левка Ревуцького – це 43 працівника і 605 дітей, що навчаються за трьома напрямками: 
- музичний;

- хореографічний;

- образотворчий.

Найчисельніше відділення – музичне. Тут опановують мистецтво гри на фортепіано, скрипці, гітарі, бандурі, акордеоні, баяні, духових інструментах, а також естрадний і класичний вокал.
Творчі колективи: 
- хор «Щасливе дитинство» (старша і молодша група, викладач Бондар Т.А.);
- ансамбль скрипалів «Дружні смички» (викладачі: Алімова Т.І., Попова Ю.А.);
- ансамбль гітаристів «Смайл» (викладач Матерев О.А.);
- ансамбль бандуристів (викладач Бондар Т.А.);
- фортепіанні дуети;
- зразковий вокальний ансамбль «Мрія» (викладач Донець А.О.);
- вокальний ансамбль «Мальви» (викладач Марщівська М.Б.);
- тріо викладачів: «Елегія» - у складі Алімової Т.І. (альт), Попової Ю.А. (скрипка), Мринської І.О. (фортепіано), та «Віолетта» у складі Глієвої М.Б. (скрипка), Алімової Т.І (альт), Перехожук Ж.В. (фортепіано) та Макій Т.П. (акордеон).

В школі представлені три напрямки хореографії: народний, сучасний та бальний танець.
Творчі колективи:
- зразковий хореографічний колектив «Фантазія» (керівник Муляр Г.П.),
- «Оксамит» (керівник Вижга О.К.)
- «Legrand» (керівник Московченко О.Ф.).

Образотворче мистецтво представлено трьома напрямами: малюнок, скульптура, та графіка.

## Вартість навчання
Рішенням виконкому Бучанської міської ради від 15 червня 2010 в школі мистецтв підвищено платню за навчання. По класу фортепіано — 60 грн., по класу баяна, акордеона — 50 грн., вокально-хоровий відділ — 70 грн., хореографічний — 70 грн., образотворчого мистецтва — 70 грн., гітара — 70 грн., духові інструменти та бандура — 20 грн., скрипка — 40 грн., комп'ютерна графіка — 50 грн.

## Виноски
1. ↑  Архівована копія. Архів оригіналу за 11 листопада 2021. Процитовано 11 листопада 2021.{{cite web}}:  Обслуговування CS1: Сторінки з текстом «archived copy» як значення параметру title (посилання)
2. ↑  Архівована копія. Архів оригіналу за 11 листопада 2021. Процитовано 11 листопада 2021.{{cite web}}:  Обслуговування CS1: Сторінки з текстом «archived copy» як значення параметру title (посилання)
3. ↑  Архівована копія. Архів оригіналу за 11 листопада 2021. Процитовано 11 листопада 2021.{{cite web}}:  Обслуговування CS1: Сторінки з текстом «archived copy» як значення параметру title (посилання) [Архівовано 2021-11-11 у Wayback Machine.]
4. ↑  Архівована копія. Архів оригіналу за 11 листопада 2021. Процитовано 11 листопада 2021.{{cite web}}:  Обслуговування CS1: Сторінки з текстом «archived copy» як значення параметру title (посилання)
5. ↑  «З 1 вересня в школі мистецтв підвищать плату за навчання». «Бучанські новини», № 24 (329) від 18 червня 2010, стор. 1.